# Pablo Ruiz (labdarúgó, 1998)
Pablo Ruiz (Comodoro Rivadavia, 1998. december 20. –) argentin korosztályos válogatott labdarúgó, az amerikai Real Salt Lake középpályása.

## Pályafutása

### Klubcsapatokban
Ruiz az argentínai Comodoro Rivadavia városában született. Az ifjúsági pályafutását a San Lorenzo akadémiájánál kezdte.
2017-ben mutatkozott be a chilei San Luis felnőtt keretében. 2018. február 2-án szerződést kötött az észak-amerikai első osztályban szereplő Real Salt Lake együttesével. Először a 2018. április 12-ei, New York City ellen 4–0-ra elvesztett mérkőzés 58. percében, Luis Silva cseréjeként lépett pályára. 2019-ben az osztrák Pinzgau Saalfelden csapatát erősítette kölcsönben. Első gólját 2020. szeptember 3-án, a Seattle Sounders ellen hazai pályán 2–2-es döntetlennel zárult találkozón szerezte meg.

### A válogatottban
Ruiz 2015-ben tagja volt az argentin U17-es válogatottnak.

## Statisztikák
2023. május 25. szerint
| Klub           | Szezon   | Osztály  | Bajnokság | Bajnokság | Kupa  | Kupa | Nemzetközi | Nemzetközi | Összesen | Összesen |
| Klub           | Szezon   | Osztály  | Meccs     | Gól       | Meccs | Gól  | Meccs      | Gól        | Meccs    | Gól      |
| -------------- | -------- | -------- | --------- | --------- | ----- | ---- | ---------- | ---------- | -------- | -------- |
| Real Salt Lake | 2018     | MLS      | 13        | 0         | 1     | 0    | —          | —          | 14       | 0        |
| Real Salt Lake | 2020     | MLS      | 19        | 1         | 0     | 0    | —          | —          | 19       | 1        |
| Real Salt Lake | 2021     | MLS      | 32        | 0         | 0     | 0    | —          | —          | 32       | 0        |
| Real Salt Lake | 2022     | MLS      | 30        | 2         | 1     | 0    | 1          | 0          | 32       | 2        |
| Real Salt Lake | 2023     | MLS      | 8         | 2         | 3     | 0    | —          | —          | 11       | 2        |
| Összesen       | Összesen | Összesen | 102       | 5         | 5     | 0    | 1          | 0          | 108      | 5        |